# San Lorenzo (Paraguay)
San Lorenzo, il cui nome completo è San Lorenzo del Campo Grande, è una città del Paraguay, situata nel dipartimento Central. È uno dei municipi che costituiscono l'agglomerato urbano chiamato Grande Asunción ed è per numero d'abitanti la quarta città del paese sudamericano.

## Geografia
San Lorenzo è situata a 16 km ad est della capitale Asunción.

## Storia
Nella seconda metà del XVII secolo si stabilì nel territorio oggi occupato dalla città una fattoria retta dai gesuiti; otto anni dopo l'espulsione di questi ultimi dall'America del Sud, il 10 agosto 1775, giorno di San Lorenzo, alla cappella gesuitica precedentemente costruita fu dato il rango di vice-parrocchia, dipendente dalla vicina parrocchia di Capiatá.
Nel XIX secolo il centro urbano si spostò più a nordest rispetto al nucleo originario; in questa nuova collocazione nel 1852 fu costruita la cattedrale di San Lorenzo.

## Società

### Popolazione
Al censimento del 2002 San Lorenzo contava una popolazione urbana di 204.356 abitanti. Il distretto è privo di zona rurale ed è il più popolato del dipartimento.

### Religione
La città è sede della diocesi di San Lorenzo, istituita il 18 maggio 2000 da papa Giovanni Paolo II.

## Caratteristiche
San Lorenzo è chiamata la "città universitaria" perché in essa si trova la sede dell'Università Nazionale di Asunción. Le principali attività economiche sono il commercio e l'industria.

## Infrastrutture e trasporti
San Lorenzo è attraversata dalla strada nazionale 2, la principale arteria di comunicazione del paese, che unisce la capitale Asunción con Ciudad del Este e la frontiera con il Brasile.

## Sport
La principale società calcistica della città è il Club Sportivo San Lorenzo.